# Mother's Cookies

Logo della Mother's Cookies

Mother's Cookies è un marchio commerciale statunitense, di proprietà dell'azienda italiana Ferrero S.p.A., che identifica una linea di prodotti dolciari, generalmente a base di caramelle.
È stata un’azienda privata fino al 2008, quando dichiarò fallimento; successivamente, nel dicembre dello stesso anno, il marchio fu acquisito dalla Kellogg Company.

## Storia

### Origini e crescita
Mother’s Cookies nacque nel 1914, quando N.M. Wheatley, un venditore di giornali, acquistò i diritti su una ricetta di biscotti da un cliente abituale. L’anno seguente aprì una piccola panetteria artigianale in 12th Avenue a Oakland, dando così inizio a un’attività destinata a una lunga espansione nazionale. Il lancio dell’azienda coincise con l’istituzione della prima Festa della Mamma nazionale negli Stati Uniti, proclamata dal presidente Woodrow Wilson il 9 maggio 1914, evento a cui il marchio si ispirò per il proprio nome.
Durante il XX secolo, Mother’s Cookies ampliò costantemente la propria gamma di prodotti e la distribuzione commerciale. I suoi biscotti si caratterizzarono per forme iconiche (come gli animaletti glassati rosa e bianchi), ricette tradizionali e una forte presenza nel mercato statunitense, soprattutto sulla costa occidentale. L’azienda divenne una presenza familiare nelle case americane e nelle cartelle scolastiche, divenendo un marchio di riferimento nel settore dolciario.

### Acquisizioni e declino
Nel corso del tempo, Mother’s Cookies passò sotto il controllo di diverse proprietà. Fu venduta prima alla holding belga Artal NV, poi acquisita da Specialty Foods Corporation, un conglomerato alimentare statunitense. Nel 2000, fu infine ceduta al gruppo italiano Parmalat per 250 milioni di dollari.
Nel 2002, l’azienda raggiunse un picco produttivo di 17,5 milioni di biscotti al giorno. Tuttavia, a partire dai primi anni Duemila, dovette affrontare un calo nelle vendite dovuto alla diffusione di diete a basso contenuto di grassi e carboidrati. Per rispondere al cambiamento delle abitudini alimentari, introdusse una linea di biscotti "low-fat", riuscendo temporaneamente a recuperare parte del mercato. Alla fine del 2004, deteneva circa il 10% del mercato dei biscotti confezionati negli Stati Uniti.

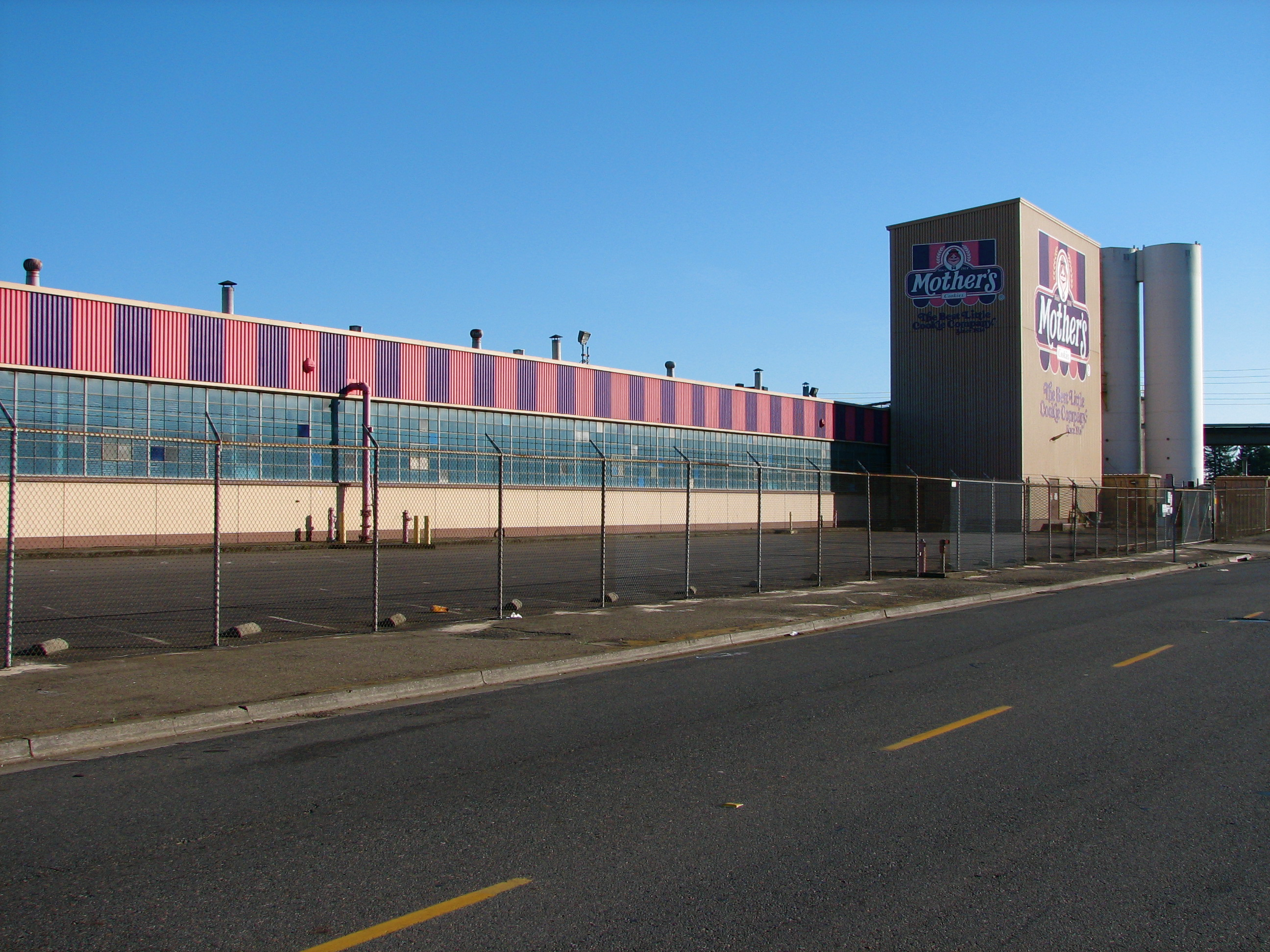
Il vecchio stabilimento di Mother’s Cookies a Oakland, California, nel 2006.

Nel 2005, a seguito dello scandalo finanziario che coinvolse Parmalat, Mother’s Cookies fu venduta alla società di private equity Catterton Partners, con sede in Connecticut. L’anno seguente, nel 2006, i nuovi proprietari decisero di chiudere lo storico stabilimento di Oakland, licenziando 230 lavoratori e trasferendo la produzione in Ohio e Canada.

### Fallimento e rilancio
Nel 2008, l’azienda fu colpita da uno scandalo contabile interno e risentì pesantemente della crisi finanziaria globale. In ottobre 2008, presentò istanza di fallimento secondo il Chapter 11 della legge fallimentare statunitense, interrompendo la produzione e licenziando l’intero personale.
Nel dicembre 2008, la Kellogg Company ottenne l’approvazione per acquisire il marchio Mother’s Cookies, insieme alle sue ricette originali e ai diritti di distribuzione. Il rilancio ufficiale avvenne il 14 maggio 2009, con il ritorno dei prodotti sugli scaffali dei supermercati della West Coast e il lancio di un sito web dedicato. Tuttavia, alcuni consumatori notarono differenze nelle ricette originali, in particolare per i biscotti Taffy.
Nel aprile 2019, Ferrero annunciò l’acquisizione di Mother’s Cookies, insieme ad altri marchi del portafoglio snack dolciari di Kellogg. L’operazione, del valore di 1,3 miliardi di dollari, si concluse ufficialmente il 29 luglio 2019, e rientrò in una strategia più ampia di espansione del gruppo Ferrero nel mercato nordamericano.

## Linee e prodotti

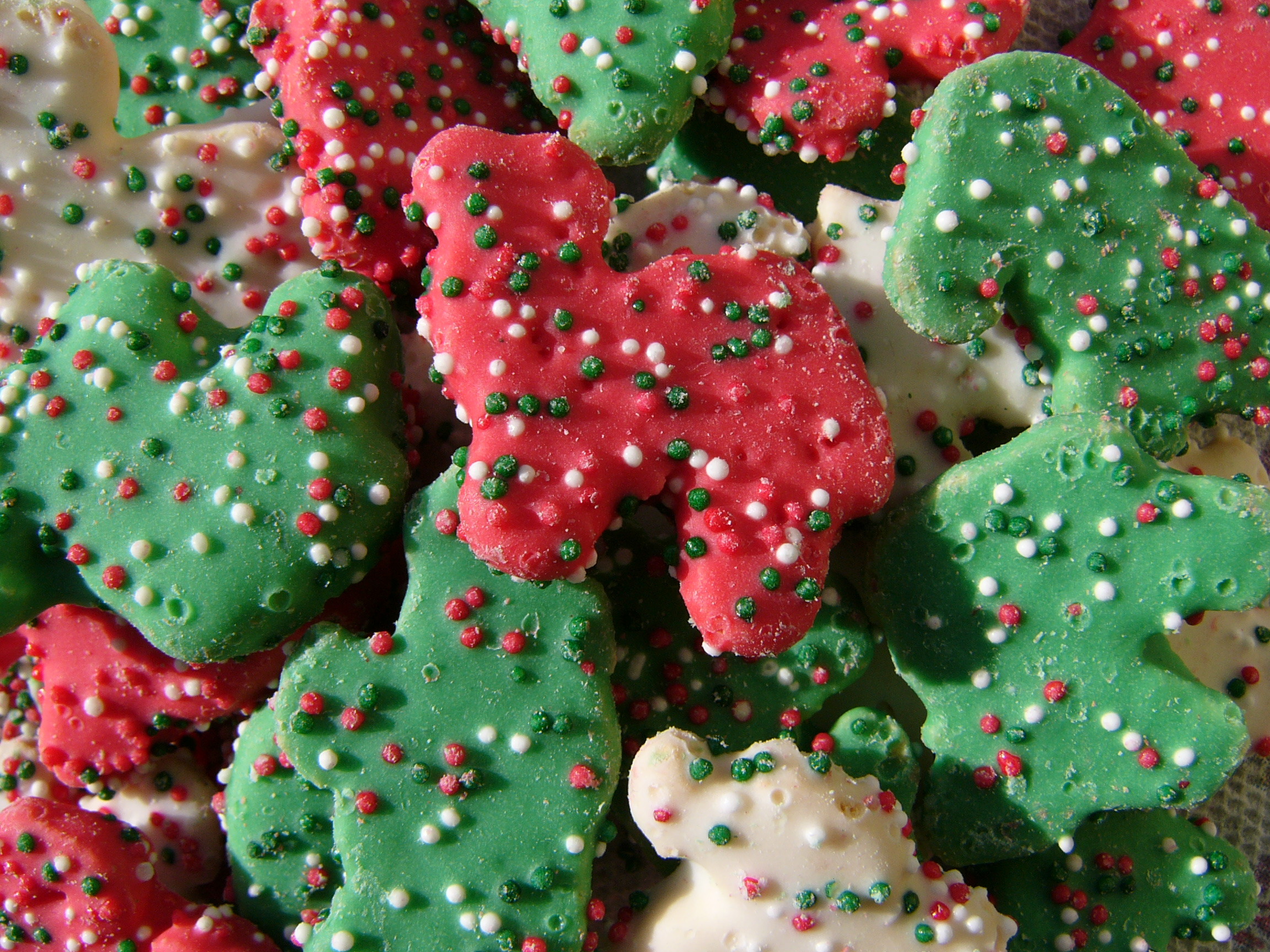
Versione "Holiday" dei Circus Animal Cookies di Mother’s

Mother’s Cookies è conosciuta per una serie di biscotti iconici, molti dei quali sono rimasti in produzione per decenni:
- Circus Animal Cookies: biscotti a forma di animali, ricoperti di glassa rosa e bianca e decorati con confettini colorati. Rappresentano il prodotto più noto del marchio e sono considerati un classico della cultura dolciaria statunitense.
- Taffy Sandwich Cookies: biscotti sandwich composti da due cialde croccanti e farciti con una crema alla vaniglia. Sono realizzati secondo una ricetta tradizionale storicamente associata al marchio.
- Peanut Butter Gauchos: biscotti al burro di arachidi uniti da una farcitura cremosa. Sono apprezzati per il loro gusto deciso e sono tra i prodotti più longevi del catalogo Mother’s.
- Iced Oatmeal Cookies: biscotti all’avena ricoperti da una glassa zuccherata. Mantengono una presenza stabile nel mercato per via della loro combinazione di semplicità e sapore familiare.